# Kanton Parthenay
Kanton Parthenay is een kanton van het Franse departement Deux-Sèvres. Kanton Parthenay maakt deel uit van het arrondissement Parthenay en telt 20.514 inwoners (2019). Bij de herindeling van de kantons in 2014-2015 werd het niet gewijzigd.

## Gemeenten
Het kanton Parthenay omvat de volgende gemeenten:
- Adilly
- Amailloux
- Châtillon-sur-Thouet
- Fénery
- La Chapelle-Bertrand
- Lageon
- Le Tallud
- Parthenay (hoofdplaats)
- Pompaire
- Saint-Germain-de-Longue-Chaume
- Viennay